# VM i ishockey 2008 (kvinder)
VM i ishockey for kvinder 2008 var det 12. VM i ishockey for kvinder, og 33 hold deltog i mesterskabet. Mesterskabet blev arrangeret af IIHF og afviklet i fem niveauer.
Det egentlige verdensmesterskab (tidligere kaldt A-VM) blev afviklet i Harbin, Kina i perioden 4. – 12. april 2008 med ni hold. De lavere rækker blev spillet på forskellige terminer i løbet af foråret 2008:
1. division (6 hold) i Ventspils, Letland i perioden 10. – 16. marts 2008.
2. division (6 hold) i Vierumäki, Finland i perioden 25. – 30. marts 2008.
3. division (6 hold) i Miskolc, Ungarn i perioden 6. – 12. april 2008.
4. division (6 hold) i Miercurea-Ciuc, Rumænien i perioden 23. – 29. marts 2008.
| VM     | VM       |
| ------ | -------- |
| Guld   | USA      |
| Sølv   | Canada   |
| Bronze | Finland  |
| 4.     | Schweiz  |
| 5.     | Sverige  |
| 6.     | Rusland  |
| 7.     | Japan    |
| 8.     | Kina     |
| 9.     | Tyskland |

| 1. division | 1. division |
| ----------- | ----------- |
| 10.         | Kasakhstan  |
| 11.         | Slovakiet   |
| 12.         | Tjekkiet    |
| 13.         | Frankrig    |
| 14.         | Norge       |
| 15.         | Letland     |

| 2. division | 2. division |
| ----------- | ----------- |
| 16.         | Østrig      |
| 17.         | Danmark     |
| 18.         | Nordkorea   |
| 19.         | Italien     |
| 20.         | Holland     |
| 21.         | Australien  |

| 3. division | 3. division    |
| ----------- | -------------- |
| 22.         | Storbritannien |
| 23.         | Slovenien      |
| 24.         | Kroatien       |
| 25.         | Belgien        |
| 26.         | Ungarn         |
| 27.         | Sydkorea       |

| 4. division | 4. division |
| ----------- | ----------- |
| 28.         | Island      |
| 29.         | New Zealand |
| 30.         | Rumænien    |
| 31.         | Estland     |
| 32.         | Sydafrika   |
| 33.         | Tyrkiet     |

## VM
De 9 bedste hold spillede om verdensmesterskabet (tidligere kaldt A-VM) den 4. – 12. april 2008 i Baqu Arena i Harbin, Kina.
De ni hold spillede først en indledende runde i tre grupper med tre hold. De tre gruppevindere gik videre til kvalifikationsrundes gruppe D, hvor de tre hold spillede om to pladser i VM-finalen og én plads i bronzekampen. De tre toere i den indledende runde gik videre til kvalifikationsrundens gruppe E, hvor holdene spillede om den anden plads i bronzekampen. De tre hold, som sluttede på sidstepladserne i den indledende runde, gik videre til nedrykningsrunden, hvor holdene spillede om at undgå den ene nedrykningsplads til 1. division i 2009.

### Indledende runde
Gruppe A
| Dato | Kamp             | Res. | Perioder      |
| ---- | ---------------- | ---- | ------------- |
| 4.4. | Rusland - Canada | 1-8  | 1-2, 0-2, 0-4 |
| 5.4. | Kina - Rusland   | 3-5  | 1-1, 0-2, 2-2 |
| 6.4. | Canada - Kina    | 11-0 | 4-0, 3-0, 4-0 |

| Stilling | Kampe | Mål   | Point |
| -------- | ----- | ----- | ----- |
| Canada   | 2     | 19-10 | 6     |
| Rusland  | 2     | 06-11 | 3     |
| Kina     | 2     | 03-16 | 0     |

Gruppe B
| Dato | Kamp               | Res. | Perioder      |
| ---- | ------------------ | ---- | ------------- |
| 4.4. | Tyskland - USA     | 1-8  | 1-1, 0-3, 0-4 |
| 5.4. | Schweiz - Tyskland | 3-0  | 1-0, 2-0, 0-0 |
| 6.4. | USA - Schweiz      | 7-1  | 1-0, 2-1, 4-0 |

| Stilling | Kampe | Mål   | Point |
| -------- | ----- | ----- | ----- |
| USA      | 2     | 15-20 | 6     |
| Schweiz  | 2     | 4-7   | 3     |
| Tyskland | 2     | 01-11 | 0     |

Gruppe C
| Dato | Kamp              | Res. | Perioder          |
| ---- | ----------------- | ---- | ----------------- |
| 4.4. | Japan - Sverige   | 0-5  | 0-2, 0-2, 0-1     |
| 5.4. | Finland - Japan   | 6-1  | 0-0, 2-1, 4-0     |
| 6.4. | Sverige - Finland | 2-3  | 1-1, 0-0, 1-1 0-1 |

| Stilling | Kampe | Mål   | Point |
| -------- | ----- | ----- | ----- |
| Finland  | 2     | 9-3   | 5     |
| Sverige  | 2     | 7-3   | 4     |
| Japan    | 2     | 01-11 | 0     |

### Nedrykningsrunde
Gruppe F
| Dato  | Kamp             | Res. | Perioder      |
| ----- | ---------------- | ---- | ------------- |
| 8.4.  | Tyskland - Japan | 2-1  | 2-1, 0-0, 0-0 |
| 9.4.  | Japan - Kina     | 3-1  | 1-0, 0-0, 2-1 |
| 10.4. | Kina - Tyskland  | 4-2  | 1-1, 0-1, 3-0 |

| Stilling | Stilling | Kampe | Mål | Point |
| -------- | -------- | ----- | --- | ----- |
| 7.       | Japan    | 2     | 4-3 | 3     |
| 8.       | Kina     | 2     | 5-5 | 3     |
| 9.       | Tyskland | 2     | 4-5 | 3     |

### Kvalifikationsrunde
Gruppe D
| Dato  | Kamp             | Res. | Perioder          |
| ----- | ---------------- | ---- | ----------------- |
| 8.4.  | USA - Finland    | 0-1  | 0-0, 0-0, 0-0 0-1 |
| 9.4.  | Finland - Canada | 2-4  | 1-1, 0-3, 1-0     |
| 10.4. | Canada - USA     | 2-4  | 2-1, 0-1, 0-2     |

| Stilling | Kampe | Mål | Point |
| -------- | ----- | --- | ----- |
| USA      | 2     | 4-3 | 4     |
| Canada   | 2     | 6-6 | 3     |
| Finland  | 2     | 3-4 | 2     |

Gruppe E
| Dato  | Kamp              | Res. | Perioder               |
| ----- | ----------------- | ---- | ---------------------- |
| 8.4.  | Schweiz - Sverige | 4-3  | 2-1, 1-2, 0-0 0-0, 1-0 |
| 9.4.  | Sverige - Rusland | 3-1  | 1-0, 1-0, 1-1          |
| 10.4. | Rusland - Schweiz | 1-2  | 0-1, 1-1, 0-0          |

| Stilling | Kampe | Mål | Point |
| -------- | ----- | --- | ----- |
| Schweiz  | 2     | 6-4 | 5     |
| Sverige  | 2     | 6-5 | 4     |
| Rusland  | 2     | 2-5 | 0     |

### Finalekampe
| Kamptype   | Dato  | Kamp              | Res. | Perioder      |
| ---------- | ----- | ----------------- | ---- | ------------- |
| Bronzekamp | 12.4. | Finland - Schweiz | 4-1  | 0-1, 1-0, 3-0 |
| Finale     | 12.4. | USA - Canada      | 4-3  | 2-1, 2-0, 0-2 |

### Medaljevindere
Tekst mangler, hjælp os med at skrive teksten

## 1. division
VM i 1. division blev spillet den 10. – 16. marts 2008 i den lettiske by Ventspils. Turneringen havde deltagelse af seks hold, der spillede om én oprykningsplads til VM og én nedrykningsplads til 2. division.
| Dato  | Kamp                   | Res. | Perioder               |
| ----- | ---------------------- | ---- | ---------------------- |
| 10.3. | Tjekkiet - Frankrig    | 3-1  | 1-0, 1-0, 1-1          |
| 10.3. | Slovakiet - Kasakhstan | 1-5  | 1-2, 0-2, 0-1          |
| 10.3. | Norge - Letland        | 3-1  | 0-0, 2-1, 1-0          |
| 11.3. | Frankrig - Slovakiet   | 1-5  | 1-1, 0-3, 0-1          |
| 11.3. | Kasakhstan - Norge     | 3-2  | 1-0, 1-0, 1-2          |
| 11.3. | Letland - Tjekkiet     | 3-4  | 1-1, 1-0, 1-3          |
| 13.3. | Slovakiet - Norge      | 3-2  | 1-1, 1-0, 1-1          |
| 13.3. | Kasakhstan - Tjekkiet  | 3-1  | 2-1, 1-0, 0-0          |
| 13.3. | Letland - Frankrig     | 0-1  | 0-0, 0-1, 0-0          |
| 14.3. | Norge - Tjekkiet       | 2-3  | 1-0, 0-1, 1-1 0-0, 0-1 |
| 14.3. | Frankrig - Kasakhstan  | 1-2  | 1-1, 0-0, 0-1          |
| 14.3. | Letland - Slovakiet    | 2-3  | 1-0, 0-1, 1-1 0-0, 0-1 |
| 16.3. | Tjekkiet - Slovakiet   | 1-2  | 0-1, 0-0, 1-1          |
| 16.3. | Frankrig - Norge       | 3-2  | 1-0, 1-0, 1-2          |
| 16.3. | Kasakhstan - Letland   | 1-3  | 1-0, 0-3, 0-0          |

| 1. division | Kampe | Mål   | Point |
| ----------- | ----- | ----- | ----- |
| Kasakhstan  | 5     | 14-80 | 12    |
| Slovakiet   | 5     | 14-11 | 11    |
| Tjekkiet    | 5     | 12-11 | 8     |
| Frankrig    | 5     | 07-12 | 6     |
| Norge       | 5     | 11-13 | 4     |
| Letland     | 5     | 09-12 | 4     |

Resultaterne betød, at Kasakhstan rykkede op i den højeste række igen efter kun én sæson i 1. division, og at Letland rykkede ned i 2. division. Ned fra VM rykkede Tyskland, mens Østrig rykkede op fra 2. division.

## 2. division
VM i 2. division bliver spillet den 25. – 30. marts 2008 i Vierumäki i Finland. Turneringen har deltagelse af seks hold, der spiller om én oprykningsplads til 1. division og én nedrykningsplads til 3. division.
| Dato  | Kamp                   | Res. | Perioder               |
| ----- | ---------------------- | ---- | ---------------------- |
| 25.3. | Nordkorea - Danmark    | 1-5  | 0-2, 0-2, 1-1          |
| 25.3. | Australien - Østrig    | 2-6  | 0-2, 2-3, 0-1          |
| 25.3. | Italien - Holland      | 3-2  | 1-1, 0-0, 1-1 0-0, 1-0 |
| 26.3. | Danmark - Østrig       | 2-3  | 0-0, 0-2, 2-1          |
| 26.3. | Holland - Australien   | 6-2  | 2-0, 2-0, 2-2          |
| 26.3. | Italien - Nordkorea    | 1-6  | 0-2, 1-1, 0-3          |
| 27.3. | Danmark - Holland      | 3-0  | 2-0, 0-0, 1-0          |
| 27.3. | Italien - Australien   | 5-0  | 1-0, 1-0, 3-0          |
| 27.3. | Nordkorea - Østrig     | 0-4  | 0-2, 0-1, 0-1          |
| 29.3. | Holland - Nordkorea    | 0-4  | 0-3, 0-0, 0-1          |
| 29.3. | Østrig - Italien       | 6-4  | 3-0, 2-2, 1-2          |
| 29.3. | Australien - Danmark   | 1-12 | 0-6, 1-4, 0-2          |
| 30.3. | Østrig - Holland       | 3-2  | 2-0, 0-0, 2-1          |
| 30.3. | Nordkorea - Australien | 10-0 | 2-0, 4-0, 4-0          |
| 30.3. | Danmark - Italien      | 3-2  | 0-1, 2-0, 1-1          |

| 2. division | Kampe | Mål   | Point |
| ----------- | ----- | ----- | ----- |
| Østrig      | 5     | 22-10 | 15    |
| Danmark     | 5     | 25-80 | 12    |
| Nordkorea   | 5     | 21-10 | 9     |
| Italien     | 5     | 15-17 | 5     |
| Holland     | 5     | 10-15 | 4     |
| Australien  | 5     | 05-39 | 0     |

Resultaterne betød, at Østrig rykkede op i 1. division, mens Australien rykkede ned i 3. division. De blev erstattet af Letland, som rykkede ned fra 1. division, samt Storbritannien, der vandt 3. division.

## 3. division
VM i 3. division bliver spillet den 6. – 12. april 2008 i den ungarske by Miskolc. Turneringen har deltagelse af seks hold, der spiller om én oprykningsplads til 2. division og én nedrykningsplads til 4. division.
| Dato  | Kamp                       | Res. | Perioder               |
| ----- | -------------------------- | ---- | ---------------------- |
| 6.4.  | Storbritannien - Sydkorea  | 6-0  | 3-0, 2-0, 1-0          |
| 6.4.  | Belgien - Slovenien        | 2-5  | 0-2, 1-2, 1-1          |
| 6.4.  | Kroatien - Ungarn          | 2-1  | 0-0, 1-1, 1-0          |
| 7.4.  | Storbritannien - Belgien   | 4-1  | 0-0, 2-1, 2-0          |
| 7.4.  | Sydkorea - Kroatien        | 3-2  | 1-1, 0-0, 1-1 0-0, 1-0 |
| 7.4.  | Slovenien - Ungarn         | 5-0  | 1-0, 3-0, 1-0          |
| 9.4.  | Slovenien - Sydkorea       | 8-0  | 2-0, 3-0, 3-0          |
| 9.4.  | Storbritannien - Kroatien  | 8-4  | 3-1, 3-1, 2-2          |
| 9.4.  | Belgien - Ungarn           | 4-1  | 1-0, 1-1, 2-0          |
| 11.4. | Kroatien - Slovenien       | 1-7  | 0-4, 0-1, 1-2          |
| 11.4. | Sydkorea - Belgien         | 3-4  | 2-1, 1-3, 0-0          |
| 11.4. | Ungarn - Storbritannien    | 0-8  | 0-3, 0-3, 0-2          |
| 12.4. | Belgien - Kroatien         | 1-3  | 0-0, 1-2, 0-1          |
| 12.4. | Slovenien - Storbritannien | 2-3  | 1-0, 0-1, 1-1 0-0, 0-1 |
| 12.4. | Ungarn - Sydkorea          | 2-1  | 0-0, 0-1, 2-0          |

| 3. division    | Kampe | Mål   | Point |
| -------------- | ----- | ----- | ----- |
| Storbritannien | 5     | 29-70 | 14    |
| Slovenien      | 5     | 27-60 | 13    |
| Kroatien       | 5     | 12-20 | 7     |
| Belgien        | 5     | 12-16 | 6     |
| Ungarn         | 5     | 04-20 | 3     |
| Sydkorea       | 5     | 07-22 | 2     |

Resultaterne betød, at Storbritannien rykkede op i 2. division, mens Sydkorea måtte en tur ned i 4. division. De to hold blev erstattet af Island, som rykkede op fra 4. division, og Australien, som rykkede ned fra 2. division.

## 4. division
VM i 4. division bliver spillet den 23. – 29. marts 2008 i den rumænske by Miercurea-Ciuc, som dermed er værtsby for VM i 4. division for andet år i træk. Turneringen har deltagelse af seks hold, der spiller om én oprykningsplads til 3. division.
| Dato  | Kamp                    | Res. | Perioder          |
| ----- | ----------------------- | ---- | ----------------- |
| 23.3. | New Zealand - Sydafrika | 9-1  | 1-1, 5-0, 3-0     |
| 23.3. | Tyrkiet - Estland       | 1-8  | 0-3, 1-1, 0-4     |
| 23.3. | Rumænien - Island       | 3-4  | 1-2, 1-1, 1-1     |
| 24.3. | Sydafrika - Estland     | 1-2  | 1-1, 0-1, 1-1     |
| 24.3. | Island - Tyrkiet        | 9-0  | 3-0, 4-0, 2-0     |
| 24.3. | Rumænien - New Zealand  | 2-7  | 0-2, 2-4, 0-1     |
| 26.3. | Sydafrika - Island      | 1-9  | 0-5, 0-2, 1-2     |
| 26.3. | Rumænien - Tyrkiet      | 9-1  | 1-0, 3-1, 5-0     |
| 26.3. | New Zealand - Estland   | 4-1  | 1-0, 0-0, 3-1     |
| 27.3. | Island - New Zealand    | 5-1  | 2-0, 2-0, 1-1     |
| 27.3. | Tyrkiet - Sydafrika     | 1-8  | 0-3, 0-3, 1-2     |
| 27.3. | Estland - Rumænien      | 0-8  | 0-3, 0-2, 0-3     |
| 29.3. | Estland - Island        | 0-3  | 0-2, 0-0, 0-1     |
| 29.3. | New Zealand - Tyrkiet   | 16-0 | 6-0, 7-0, 3-0     |
| 29.3. | Sydafrika - Rumænien    | 4-3  | 3-2, 0-1, 0-0 1-0 |

| 4. division | Kampe | Mål   | Point |
| ----------- | ----- | ----- | ----- |
| Island      | 5     | 30-50 | 15    |
| New Zealand | 5     | 37-90 | 12    |
| Rumænien    | 5     | 25-16 | 7     |
| Estland     | 5     | 11-17 | 6     |
| Sydafrika   | 5     | 15-24 | 5     |
| Tyrkiet     | 5     | 03-50 | 0     |

Resultaterne betød, at Island rykkede op i 3. division til VM 2009.